# Happy days are here to stay
Happy days are here to stay is het twaalfde studioalbum van 'ramp, de eenmansband van Stephen Parsick.
Na het album no sleep 'til wilmersdorf uit werd het jaren stil rondom Stephen Parsick. Hij had in het verleden ook al lange perioden van stilte. Bij het productiewerk in juni en juli 2022 werkte hij vastgelegde ideeën uit juni 2017 en april 2022 uit tot wat een album moest worden. Hij zag een wereld van hongersnood, coronapandemie, oorlog en de gevolgen daarvan (economische crisis en torenhoge inflatie), de titel moet dan ook sarcastisch gelezen worden. Parisck verwerkte het naar stemmige ambient en elektronische muziek uit de Berlijnse School. Hoofdrol bij dit album is weggelegd voor fluit- en strijkklanken van de mellotron Er werden vergelijkingen gemaakt met de muziek van Cosmic Hoffmann (Klaus Hoffmann-Hoock), Tangerine Dream (Virgin Years met albums Richochet en Stratosfear) en Kitaro. De golvende mellotronklanken worden hier en daar ondersteund door sequencers .
Het album kwam met door teruglopende cd-verkopen in een fysieke oplage van 111 stuks. Het kwam mede uit ter gelegenheid van het eerste optreden van ‘ramp, 25 jaar geleden.
Paul Rijkens van IO Pages (181, november 2022) vergeleek het vele gebruik van de mellotron met het album Epsilon in Malaysian pale van Edgar Froese.

## Musici
- Stephen Parsick – analoge synthesizers, toetsinstrumenten, sequencer, elektrische piano, mellotron, tapes en loop; uitdrukkelijk werd MIDI uitgesloten.

## Muziek
| Nr. | Titel                       | Duur  |
| --- | --------------------------- | ----- |
| 1.  | The last thing he heard     | 7:28  |
| 2.  | Future looming behind us    | 14:11 |
| 3.  | Mourning glory              | 5:23  |
| 4.  | Fomalhaut                   | 11:18 |
| 5.  | Happy days are here to stay | 13:17 |
| 6.  | All is lost                 | 8:19  |
| 7.  | Capsized                    | 6:35  |
| 8.  | Shipwrecked                 | 6:44  |

Meerdere tracks van het album lopen in elkaar over. Fomalhaut is opgedragen aan Cosmic Hoffmann (Klaus); Mourning glory aan Edgar Froese van Tangerine Dream.